# Stimmvieh

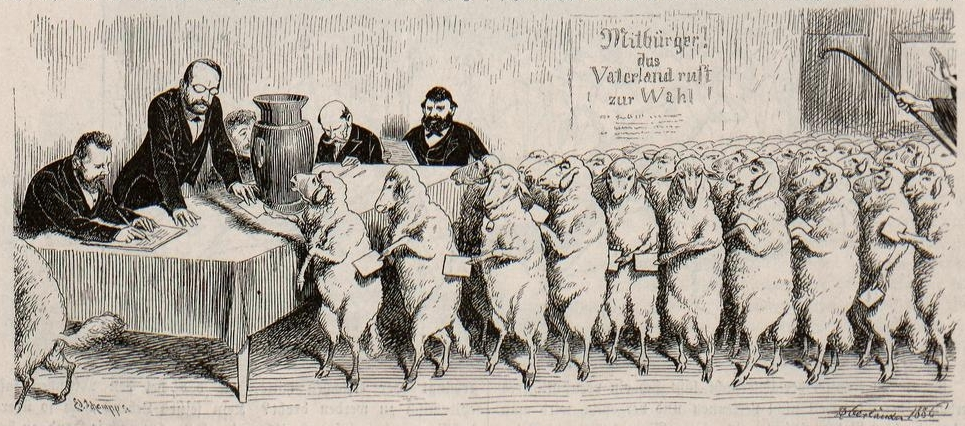
Politische Karikatur von Adolf Oberländer, 1886 in den Fliegenden Blättern erschienen

Der Begriff Stimmvieh ist eine abwertende Bezeichnung für Personen, die kritiklos eine Partei oder Kandidaten wählen, ohne sich vorher über deren Ziele und Kompetenzen zu informieren.
Der Begriff wird heute auch für Abgeordnete verwendet, die quasi in einem von ihrer Partei ausgehenden imperativem Mandat dem Fraktionszwang ihrer Partei folgen müssen und aus Furcht vor Sanktionen nicht gegen die Parteilinie verstoßen.
Ferner wird der Begriff auch gelegentlich von Kritikern der politischen Realität als projizierte Wahrnehmung von Wählern im Allgemeinen durch Politiker verwendet: Die Politiker, so die Kritik, seien nicht an einer tatsächlichen Erfüllung des Wählerwillens interessiert; vielmehr würden sie die Wähler schlicht als „Stimmvieh“ betrachten, das einmal pro Legislaturperiode durch Abgabe seiner Stimme die herrschende Elite in ihrer Position (und damit das bestehende politische System an sich) bestätigen solle, darüber hinaus aber keine Relevanz für den politischen Entscheidungsprozess habe.